# Jo Luxton

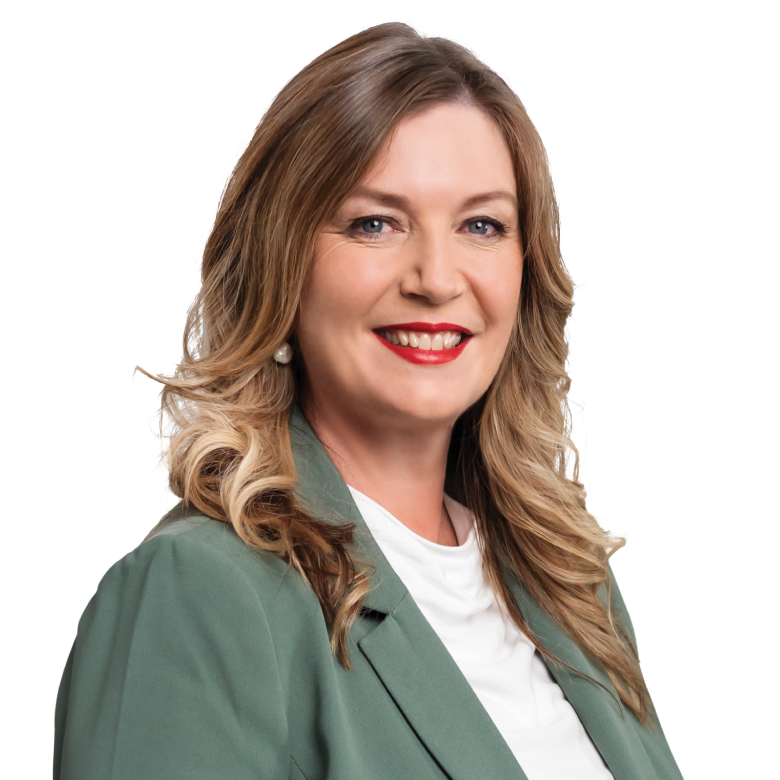
Jo Luxton (2023)

Jo-Anne Marie Luxton (* 1973 in Rotorua in der Region Bay of Plenty, Neuseeland) ist eine neuseeländische Politikerin der New Zealand Labour Party.

## Leben
Luxton wurde 1973 als älteste von drei Mädchen der Eheleute Margaret und Jim Thompson in Rotorua geboren. Ihr Vater war ein Bauarbeiter und war viel unterwegs, weshalb die Familie in ihren Anfangsjahren von Rotorua nach Paeroa und dann nach Whakatāne und schließlich nach Gisborne zog, wo sie blieb. Ihre Mutter kümmerte sich um Haushalt und Kinder. Luxton besuchte nacheinander die St. Mary's Catholic Primary School, das Campion College und schließlich die Lytton High School. Für ihren Beruf ließ sie sich zu einem Lehrer für Early Childhood Education (ECE) ausbilden.

## Berufliche Karriere
1996 zog Luxton auf die Südinsel von Neuseeland und ließ sich in Hinds, südwestlich von Ashburton nieder. Im Jahr 2008 gründete sie ein kleines Unternehmen zum Betrieb einer Kindertagesstätte, die sie zuletzt mit neun Mitarbeiter bis zu ihrem Einzug in das Neuseeländische Parlament betrieb.

## Politische Karriere
Als Luxton in der General Election des Jahres 2017 erstmals für ihre Partei für den Wahlkreis Rangitata antrat, musste sie sich zunächst mit 36,14 % der Wählerstimmen und Platz zwei in dem Wahlkreis zufriedenstellen. Das sollte sich zu Wahl im Jahr 2020 radikal ändern, als ihre Partei unter Jacinda Ardern die absolute Mehrheit einfuhr und Luxton ihren Wahlkreis mit 49,51 % der Stimmen gewann. 2023, auf dem Tief ihrer Partei mit Chris Hipkins an der Spitze, musste sie den Wahlkreis mit nur 29,55 % und Platz 2 wieder an einen Kandidaten der New Zealand National Party abgeben.
| Wahljahr | Direktkandidat | Stimmen | Partei         | Stimmen |
| -------- | -------------- | ------- | -------------- | ------- |
| 2017     | Andrew Falloon | 52,89 % | National Party | 52,85 % |
| 2020     | Jo Luxton      | 49,51 % | Labour Party   | 48,38 % |
| 2023     | James Meager   | 56,38 % | National Party | 44,69 % |

### Staatssekretärin in der Regierung Hipkins
Als Chris Hipkins das Regierungsgeschäft von Jacinda Ardern zum 1. Februar 2023 übernahm, wurde Luxton zum Parliamentary Under-Secretary (Staatssekretär) für den Minister of Agriculture und den Minister of Education ernannt.

### Ministerämter in der Regierung Hipkins
Nach einer weiteren Regierungsumbildung im Mai 2023 wurden ihr dann folgende Ministerämter übertragen:
| Minister                                           | vom          | bis               |
| -------------------------------------------------- | ------------ | ----------------- |
| Minister of Customs                                | 10. Mai 2023 | 27. November 2023 |
| Associate Minister of Agriculture (Animal Welfare) | 10. Mai 2023 | 27. November 2023 |
| Associate Minister of Education                    | 10. Mai 2023 | 27. November 2023 |

Quelle: New Zealand Parliament

## Familie
Luxton hat drei Kinder aus ihrer ersten Ehe und mit ihrem zweiten Ehemann Matt zwei weitere Kinder, die er mit in die Ehe gebracht hat.